# خريطة طبوغرافية

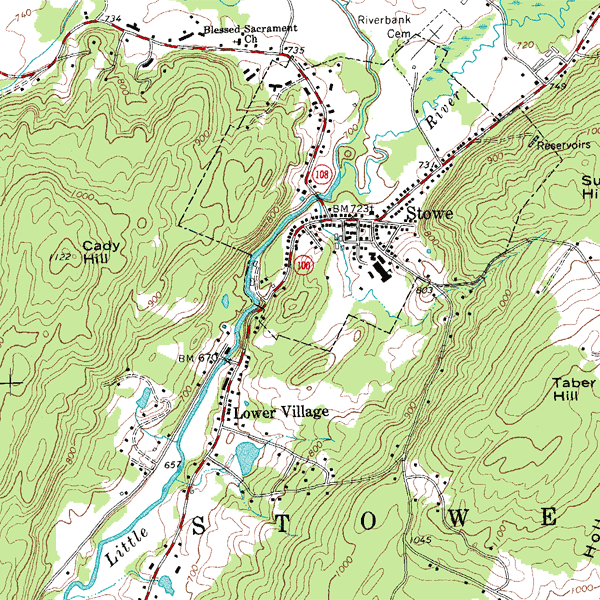
مثال على خريطة طبوغرافية مع الخطوط

الخرائط الطبوغرافية هي الخرائط التي تبين الأبعاد الثلاثة للنقط التي تظهر عليها، أي توضح تضاريس سطح الأرض وتبين ارتفاعات النقط بالنسبة لبعضها البعض أو بالنسبة لمستوى مقارنة ثابت علاوته على بيان الخريطة للمسقط الأفقي للمعالم الموجودة بالمنطقة سواء أكانت طبيعية أو صناعية.

## رسم الخريطة الطبوغرافية
لما كان الفرق الرئيسي الذي يميز الخريطة الطبوغرافية عن سواها من الخرائط الأخرى هو بيانها للارتفاعات فسنبدأ بذكر بعض الطرق المستخدمة في تمثيل الارتفاعات.

## طرق تمثيل الارتفاعات على الخريطة الطبوغرافية

### طريقةالألوان
إن الألوان على الخريطة الطبوغرافية تساعد على فهم التفاصيل المرسومة عليها بكل سهولة وتجعل الصورة التي تمثلها أكثر وضوحا، فعند مقارنتنا لخريطتين إحداهما مثلت عليها التفاصيل والظواهر الطبوغرافية باللون الأسود فقط والأخرىَ مثلت عليها هذه الظواهر بلونين أو أكثر، فإننا سنجد أنه كلما زادت الألوان، كلما توفرت إمكانية التمثيل الدقيق والسهل للمظاهر الطبوغرافية.
إن أهم الألوان المستعملة في الخرائط الطبوغرافية عادة والمتعارف عليها دوليا هي:
- اللون أسود : وهو خاص بالمظاهر التي استحدثها الإنسان من مساكن وجسور وسكك حديدية وغيرها.
- اللون الأحمر : يستخدم لتمثيل الطرق الرئيسية، والمجمعات السكنية كالمدن والقرى الهامة.*
- اللون الأزرق : يستخدم لتمثيل كل المسطحات المائية مثل البحيرات، والمستنقعات، والأنهار، والأودية، والبحار والمحيطات.
- اللون الأخضر : يستعمل لتمثيل الغطاء النباتي مثل الغابات والأشجار المنعزلة والحشائش العالية وغيرها.
- اللون البني : يستخدم لتمثيل المظاهر التضاريسية بواسطة منحنيات التسوية، كما يمثل الصخور والفجاج، والجروف وغيرها.

### طريقة الرموز الاصطلاحية
يقصد بمظاهر السطح مجموع التفاصيل المنتشرة على سطح الأرض سوءا كانت طبيعية أو بشرية.
فالطبيعية مثل : مجاري المياه، وحافات البحيرات، وشواطئ البحار، والغابات، وحدود البساتين وغيرها.
والبشرية مثل : خطوط المواصلات : كالطرق، السكك الحديدية والقنوات والبناءات، من منازل ومساجد وجسور وكل ما هو مصنوع بأيدي البشر.
إن كل هذه التفاصيل المندرجة تحت اسم مظاهر السطح (بلانيمتري) تمثل برموز وعلامات اصطلاحية طبوغرافية وترسم بشكل قريب من الأشياء التي تدل عليها، مرئية من أعلى بالملاحظة الجوية العمودية.
وهكذا نجد الطريق تمثل بخطين متوازيين، والمنزل المنعزل بمثل بشكل مستطيل صغير، كَما يتضح من الشكل رقم 1 
وتعترض رسم هذه الرموز مشكلة مقاييسها، فالمفروض أن تمثل بمقاييسها مصغرة حسب مقياس الخريطة، ولكن هناك بعض التفاصيل إذا رسمت حسب مقياس الخريطة، فإنها تصبح صغيرة جدا بحيث لا يمكن رسمها بصورة واضحة، ولهذا فإنها ترسم برموز اصطلاحية. لا علاقة لقياساتها في الرسم بقياساتها الحقيقية على الطبيعة.
فالبئر مثلا على الخرائط يرسم على شكل دائرة زرقاء قطرها 1 ملم، مع العلم أن واحد مليمتر على خريطة بمقياس 1 / 50.000 يمثل مسافة 50 مترا على الطبيعة، بينما قطر البئر على الطبيعة لا يتجاوز مترين في أغلب الحالات. وعلى هذا الأساس فإن الرموز الاصطلاحية الطبوغرافية تصنف كما يلي:

#### الرموز الاصطلاحية الطبوغرافية المرسومة حسب المقياس
إن هذه الرموز تستعمل لتمثيل التفاصيل الأرضية ذات القياسات الكبيرة والممكن قياسها على الخريطة مثل :
مساحة غابة، أو مساحة بلدة، أو قرية، وغير ذلك من التفاصيل ذات القياسات الكبيرة.
وهذه الرموز الممثلة حسب المقياس تحدد مساحة التفاصيل الأرضية، وتوضح نوع هذه التفاصيل برموز أخرى مرسومة داخل حدودها.

#### الرموز الاصطلاحية الطبوغرافية الخارجة عن المقياس
إن مثل هذا النوع من الرموز الاصطلاحية يستعمل لتمثيل التفاصيل الأرضية ذات القياسات الصغيرة والتي لا يمكن تمثيلها حسب مقياس الخريطة مثل:
شجرة منعزلة، منزل، بئر أو غير ذلك....
إن تمثيل مثل هذه التفاصيل حسب المقياس على الخريطة لا يعطينا إلا نقطة صغيرة جدا، لا تؤدي الغرض المطلوب من رسمها.
وتجدر الملاحظة إلى أن الرموز الاصطلاحية الدالة على الطرق، والأودية، والأنهار، تعتبر رموزا خارجة عن المقياس لأن عرضها لا يرسم حسب مقياس الخريطة، وان كانت أطوالها ترسم حسب مقياس الخريطة.

#### الرموز الاصطلاحية الطبوغرافية التفسيرية
إن هذه الرموز الاصطلاحية تستعمل لتوضيح خاصية من خواص التفاصيل الأرضية ولتبين طبيعتها. فمثلا، نجد في غابة من الغابات بعض أشجار الزيتون مرسومة وحدها وسط الغابة، فرمز هذه الأشجار يعتبر رمزا تفسيريا، يوضح أن هناك أشجار زيتون داخل هذه الغابة، كما أن الدوائر المختلفة الأحجام التي ترسم في المناطق الغابية تعتبر رموزا اصطلاحية تفسيرية، فهي تبين لنا أن أشجار هذه الغابة مختلفة من حيث كبر أو صغر جذوعها وأعمارها.
كما أن الكتابات الكاملة، أو المختصرة التي نجدها على الخرائط الطبوغرافية تعتبر رموزا تفسيرية، فهي تدل على تسميات القرى والمدن، والجبال، وارتفاعات النقط، ومنحنيات التسوية، وغيرها.. 
إن الرموز الاصطلاحية الخارجة عن المقياس ترسم بأشكال مختلفة لتوضيح طبيعة التفاصيل التي تمثلها، وهناك نقطة في جزء ما منها تعين مكان التفصيل الأرضي بالضبط على الخريطة فالرموز المرسومة حسب بعض الأشكال الهندسية، كالدوائر، والمربعات، والمستطيلات، والمثلثات، فإن مركز الأشكال يعتبر النقطة الدالة على مكان التفصيل الأرضي على الخريطة.
والرموز الاصطلاحية الممثلة بأشكال هندسية ذات قواعد عريضة. يؤخذ منتصف قواعدها كنقطة أساسية تدل على مكان التفصيل الأرضي بالضبط على الخريطة.
وهناك رموزا اصطلاحية طبوغرافية تمثل بأشكال مكونة من زوايا قائمة في جزئها السفلي، ويؤخذ رأس الزاوية القائمة في الرمز كنقطة أساسية للدلالة على مكان التفصيل الأرضي بالضبط على الخريطة.
أما الرموز ذات الخطوط المتوازية، فان محورها يؤخذ كنقط أساسية للدلالة على مع مكان التفصيل الطبيعي بالضبط على الخريطة.

## الأسماء المختصرة على الخرائط الطبوغرافية
هناك بعض الأسماء تكتب مختصرة على الخرائط الطبوغرافية لتدل على التفاصيل الأرضية الممثلة بمختلف أنواع الرموز الاصطلاحية، وفيما يلي : نورد قائمة بأهم هذه الأسماء المختصرة 
| الاسم العربي  | الاسم اللاتيني | المختصر |  |
| قنطرة مائية   | Aqueduc        | Aquc    |  |
| مغارة         | Grotte         | Grte    |  |
| جسر           | Barrage        | Bge     |  |
| جبل           | Mont           | Mt      |  |
| غابة          | Bois           | B       |  |
| طاحونة        | Moulin         | Min     |  |
| مفترق الطرق   | Carrefour      | CarreFr |  |
| عبارة أو جسر  | Passerelle     | Pelle   |  |
| محجر أو مقلع  | Carrière       | Carre   |  |
| منارة         | Phare          | Ph      |  |
| بيت خشبي      | Chalet         | Chet    |  |
| ملجأ          | Refuge         | Rge     |  |
| حصن           | Château        | Chau    |  |
| خزان          | Réservoir      | Rvoir   |  |
| سد            | BARRAGE        |         |  |
| سد ترابي      | DIG            |         |  |
| نهر           | Rivière        | R       |  |
| واد           | Vallée         |         |  |
| هويس          | Ecluse         | Esc     |  |
| ساقية         | Ruisseau       | Rau     |  |
| مستنقع أو برك | Etang          | Etg     |  |
| نبع أو عين    | Source         | Sce     |  |
| مزرعة         | Ferme          | Fme     |  |
| قلعة          | Tour           | Tr      |  |
| ينبوع         | Fontaine       | Fne     |  |
| مصنع          | Usine          | Use     |  |
| حصن           | Fort           | Ft      |  |

## هوامشالخرائط الطبوغرافية
إن هوامش الخريطة عبارة عن كل ما هو خارج إطارها، ويجب على كل مستعمل للخريطة أن يدرس ما هو مدون بهوامشها بكل عناية ليتمكن من الاستفادة من جميع معلوماتها، وتشترك أغلب الخرائط في المعلومات المسجلة على هوامشها، وخاصة : العنوان والرقم، والمقياس، بينما تزيد المعلومات من خريطة إلى أخرىَ تبعا لنموذج الخريطة ومقياسها. وأهم ما يسجل على هوامش الخرائط :
1. الهامش العلوي (الشمالي)

يذكر على هذا الهامش اسم الخريطة - عادة - في منتصفها بعنوان كبير، وفي اليمين من هذا الهامش يضاف رقم اللوحة أو الخريطة، وعلى يساره يذكر نموذج الخريطة ومقياسها ومرتسمها وتربيعها، والإحداثيات الجغرافية والكيلومترية لنقطة الأصل (المبدأ)، زيادة عن ذكر اسم ورقم اللوحة والخريطة الموالية لها من ناحية الشمال.
1. الهامش السفلي (الجنوبي)

يسجل على هذا الهامش اسم ورقم اللوحة والخريطة الموالية من ناحية الجنوب، أضف إلى ذلك المقياس العددي والمقياس الخطي للخريطة كما نجد في الناحية اليسرى من هذا الهامش اسم المؤسسة التي رسمت ونشرت الخريطة، إلى جانب المعلومات المتعلقة بنوع المجسم الذي رسمت حسبه الخريطة.
أما الجهة اليمنى من هذا الهامش، فنجد فيه المعلومات المتعلقة بمنحنيات التسوية واتجاهات الارتفاع والانخفاض، والفاصل الرأسي المتساوي، كما نجد كل الرموز الاصطلاحية الطبوغرافية للخريطة.
1. الهامش الأيمن (الشرقي)

يذكر على هذا الهامش - عادة - فرق الانحراف للشمال الإحداثي والشمال المغناطيسي، عن الشمال الحقيقي، والتناقص السنوي وللانحراف المغناطيسي، واسم ورقم اللوحة والخريطة الموالية من الجهة الشرقية.
1. الهامش الأيسر (الغربي)

لا نجد شيئا على هذا الهامش سوى اسم ورقم الخريطة الموالية من الجهة الغربية.

## مثال عن دراسة هوامش الخريطة
نأخذ خرائط عين (ياقوت) مقياس 1 / 50.000 رقم 146-8-426 لدراسة ما سجل على هوامشها، نجد مايلي:
1. الهامش العلوي (الشمالي)

- في المنتصف : عنوان الخريطة : عين ياقوت، اسم الخريطة الموالية ورقمها : عين امليلة (120)
- في اليسار: خرائط الجزائر مقياس 1 / 50.000 (نموذج 1922).
- في اليمين: مرتسم وتربيع لامبير لشمال الجزائر. نقطة الأصل : خط عرض 40 غراد شمالا خط الطول 3 غرادات شرق خط الطول العالمي 500.000 = 0 × 300.000 متر = y o متر، لامبير.

الشبكة الجيودسية (الإحداثيات المستطيلة) حسب نقطة الأصل فوارول لوحة (رقم 146 B - 26).
1. الهامش السفلي (الجنوبي)

في المنتصف :
اسم الخريطة، الموالية ورقمها (المعذر رقم 173).
المقياس العددي 1 / 50.000.
والمقياس الخطي.
وزارة الأشغال العامة والنقل، والمعهد الجغرافي وعنوانه.
- في اليسار :

مؤسسة التي نشرت الخريطة (المعهد الجغرافي الفرنسي).
مجسم كلارك (1880)، أركان اللوحة مطابقة لمرتسم بون 
شبكة خطوط الطول والعرض تتفق مع الإحداثيات الجغرافية لتثليث الجزائر القديم ابتداء من (فوارول).
- في اليمين :

ارتفاعات منحنيات التسوية مكتوبة بكيفية تجعل أعلى الأرقام موجهة إلى حيث ترتفع الأرض.
في الأحواض تتجه الأسهم إلى حيث تنخفض الأرض.
البعد الرأسي المتساوي للمنحنيات يقدر بعشرة أمتار.
زيادة على ما ذكر أنفا فان هناك على هذا الهامش خمس لوحات للرموز الاصطلاحية الطبوغرافية للخريطة.
1. الهامش الأيمن (الشرقي)

نجد فيه الانحراف المغناطيسي يطابق منتصف اللوحة في أول جانفي 1957، ورسم يمثل مختلف الحالات : الشمال المغناطيسي والشمال الجغرافي (أو الحقيقي، أو شمال الخريطة. أو شمال لامبير).
1. الهامش الأيسر (الغربي):

الانحراف المغناطيسي يتناقص كل سنة بـ 15 دقيقة مائوبة.
اسم ورقم الخريطة الموالية (عين كرشة رقم 147).
اسم ورقم الخريطة الموالية (بوغزول س قم 145).
تطرقنا في هذا الفصل إلى أهم الألوان المستعملة في الخرائط الطبوغرافية، وإلى فكرة تمثيل مظاهر السطح بالرموز الاصطلاحية وعرفنا نماذج من هذه الرموز.

## الخرائط الطبوغرافية والتعاريف الجغرافية

### الطبوغرافيا والتضاريس
إن التعاريف الطوبوغرافية هي تعاريف وصفية بحتة لا علاقة لها بطبيعة التضاريس ولا بشرط تشكلها، ولهذا فالأسماء الطوبوغرافية تستعار عادة من الألفاظ الدارجة بينما نجد الأسماء الجيولوجية والجيومورفولوجية أسماء علمية.. 
ويجري الوصف الطوبوغرافي بصرف النظر عن العناصر المفسرة للتضاريس، وهو واحد مهما كانت الغاية منه، فالضابط والمهندس والسائح العادي يستعملون نفس الأسماء. 
من أجل تسهيل الفهم سنرد بنموذجين من التعاريف الطوبوغرافية.
النموذج الأوّل يتناول التعاريف التي تنطبق على الأشكال الأولية للتضاريس (التل، الوادي، الجبل... الخ) ويتناول النموذج الثاني التعاريف المتعلقة بنماذج التضاريس المشكلة من دمج الأشكال الأولية.

### عناصر التضاريس
- المنزلق Abrupt : هو المكان الشديد الانحدار، أي ما تجاوز انحداره (70°)، وهو ما نطلق عليه أيضا اسم إفريز Corniche(في بنيات الكويستا).
- الأكمة Mamelon: هي عبارة عن مرتفع من الأرض تنحدر جوانبه ابتداء من الذروة.
- الشعب أو الخانق Col: هي النقطة التي ينحني ويتقعر فيها موضوعيا خط تقسيم المياه، والشعب هو أيضا رأس لواديين يلتقيان وينحدران من نقطة واحدة على سفحي الجبل المتقابلين، تسلكه الطرق عادة للانتقال من سفح إلى سفح.
- العرف Crête: هو ردف الجبل أو الجزء الأعلى من القمة الحادة على أن يكون أحد جانبي الردف شديد الانحدار.
- الظهر أو المتن Croupe: هو عبارة عن تضرس محدب ومؤلف من سفحين وخط تقسيم المياه، على أن ينحدر السفحان إلى جبهتين متقابلتين وأن ينحط خط تقسيم المياه سريعا في اتجّاه واحد فقط.
- الحوض Cuvette: هو منخفض من الأرض مغلق من جميع جهاته. وتؤلف الأحواض في البلاد ذات المناخ الرطب بحيرات أو مستنقعات باستثناء الأراضي الكلسية النافذة حيث تؤلف تضاريس كارستية.
- المهماز Eperon :هو عبارة عن متن يتألف من تقدم جزء صغير من الهضبة أو تضرس ما بين واديين وإذا كان المتن يشرف على بحر أو بحرية فيدعى بالنتوء Promontoire.
- العقبة Escarpement :هو عبارة عن جزء من السفح أشد انحدارا من الجزء الذي يعلوه ومن الجزء الذي يليه.فإذا كان الجزء الذي يليه ضعيف الانحدار أطلق على العثرة اسم الإفريز Corniche ولا يطلق عادة اسم العثرة إلا على الجزء الشديد الانحدار.
- الجرف Falaise :هي التضاريس التي تنتهي إلى شاطئ بحر أو بحيرة على شكل جدار قائم تقريبا. لقد أطلق بعض الجغرافيين هذا التعبير خطأ عندما أرادوا أن يتكلموا على العثرة.

خط تقسيم المياه Ligne de Faîte :هو الخط الذي يصل أكثر النقاط ارتفاعا وينشأ هذا الخط من تقاطع سفحي جبل واحد.
- المنحدر Pente :هو جزء مائل من سطح الأرض، ويتميز المنحدر بقيمته وشكله، يكون المنحدر شديدا إذا كان كثير الميل ويكون خفيفا إذا كان قليل الميل.
- الأنف Pic:هو عبارة عن قمة صخرية بارزة وحادة.
- المنبسط Replat: هو الجزء من السفح أقل انحدارا من الجزء الذي يعلوه ومن الجزء الذي ينخفض عنه، قد يطلق بعض المؤلفين اسم مصطبة أو مدرج Terrasse على الدرجات الأفقية الشكل تقريبا ويحسن بنا أن لا نستعمل كلمة مصطبة أو مدرج بدل كلمة درجة، وأن نخصصها للأشكال البنائية فقط.

انفصام الانحدار Rupture de Pente:هو الخط الذي تتغير عنده قيمة انحدار السفح مع المحافظة على الاتجاه نفسه وكثيرا ما يكون تغير الانحدار هذا سطحا بدلا من أن يكون خطا بالمعنى الهندسي (مثلا عندما يتصل السفح المحدب بالسفح المقعر). ولذا يستحسن أن يقال «انفصام أو تغير الانحدار» بدلا من خط الانحدار.
- القمة Sommet:هي أعلى نقطة في التضاريس، وهو تعبير غامض إذ يمكن أن يطلق على تضاريس من أشكال مختلفة كالأنف أو رأس الأكمة أو أعلى التل.
- التلعة Talus :هي عبارة عن درجة بين جزأين من السفح مستويين ومختلفي الارتفاع ويمكن أن يطلق على التلعة القائمة اسم العقبة.
- المسيل Talweg:هو الخط الذي يصل اخفض نقاط الوادي وينطبق سرير النهر العادي على المسيل.
- السفح:هو السطح المنحدر من الجبل إلى قدمه انطلاقا من خط تقسيم المياه إلى محاور المجاري الدنيا وهو يشرف على الميسل ويعلوه.